# Poalei Agudat Jisra’el
Die Poʿalei Aguddat Jisraʾel (hebräisch פּוֹעֳלֵי אֲגֻדַּת יִשְׂרָאֵל ‚Arbeiter der Aguddat Jisraʾel‘; Plene: פועלי אגודת ישראל) waren eine politische Partei in Polen und in Israel. Die Partei war auch unter ihrem hebräischen Akronym  als PAI oder PAGI bekannt (hebräisch פאג"י oder פא"י).

## Geschichte
Die Poʿalei Aguddat Jisraʾel wurden als Gewerkschaftsarm der polnischen Aguddath Israʾel gegründet. Bei den Wahlen wurden nahestehende Kandidaten unterstützt.
Mit der Einwanderung vieler polnischer Juden in das Völkerbundmandatsgebiet Palästina während der 1920er- und 1930er-Jahre etablierten sich 1923 die Poʿalei Aguddat Jisraʾel dort und wurde Mitglied in der Histadrut.
Nach der Unabhängigkeit des Völkerbundmandatsgebiet Palästina und der Gründung des Staates Israel wurde aus der gewerkschaftlichen Organisation eine, dem ultraorthodoxem Judentum nahestehende, Arbeiterpartei.
An der ersten Wahl in Israel nach der Unabhängigkeitserklärung am 25. Januar 1949 nahm die Partei in einem Wahlbündnis mit den Parteien Aguddat Jisraʾel, HaMisrachi und HaPoʿel haMisrachi unter dem Namen HaChasit haDatit haMeʾuchedet (Vereinigte Religiöse Front) teil. Das Wahlbündnis erlangte bei der Wahl 16 Sitze in der ersten Knesset, drei davon stellten Poʿalei Aguddat Jisraʾel, und wurde somit die drittgrößte Fraktion in der Knesset nach Mifleget Poʿalei Eretz Jisraʾel (Mapai) und Mapam. Die Vereinigte Religiöse Front bildete gemeinsam mit Mapai, Miflaga Progresivit (Progressive Partei) und Sfaradim we-ʿEdot Misrach (Sepharden und Gemeinschaften des Orients) die Erste Koalitionsregierung des neuen Staates, mit David Ben-Gurion als Ministerpräsidenten.
Aufgrund von unterschiedlichen Ansichten über den Religionsunterricht und die Auflösung des Ministeriums für Rationierung und Versorgung sowie die beabsichtigte Berufung eines Unternehmers (Eliʿeser Kaplan) als Minister für Handel und Industrie verließ die Vereinigte Religiöse Front die Regierungskoalition.
Nachdem die unterschiedlichen Ansichten geklärt waren, wurde, unter Beteiligung der Vereinigten Religiösen Front, die zweite Regierung unter Leitung von David Ben-Gurion gebildet.
Zu den zweiten Wahlen traten die Poʿalei Aguddat Jisraʾel ohne Partner an und konnte zwei Mandate in der Zweiten Knesset gewinnen. Sie beteiligte sich an der Koalitionsregierung und Kalman Kahana wurde stellvertretender Bildungsminister. Nach Differenzen über den Religionsunterricht und der Beteiligung von Frauen an den Israelischen Streitkräften zerbrach die Koalition am 19. Dezember 1952. Die Streitfragen wurden beigelegt, so dass Poʿalei Aguddat Jisraʾel die in den Jahren 1952, 1954 und 1955 neugebildeten Regierungen unterstützten.
Bei den Wahlen 1955 traten die Poʿalei Aguddat Jisraʾel in einem Wahlbündnis mit der Aguddat Jisraʾel unter dem Namen Religiöse Torah Front an. Das Wahlbündnis gewann sechs Sitze in der Dritten Knesset, von denen drei auf die Poʿalei Aguddat Jisraʾel entfielen. An der folgenden Regierungskoalition und der im Jahr 1958 war das Wahlbündnis nicht beteiligt.
Auch bei der Wahl 1959 traten die Poʿalei Aguddat Jisraʾel mit der Aguddat Jisraʾel in dem Wahlbündnis Religiöse Torah Front an. In die Vierte Knesset zogen sechs Abgeordnete ein, wovon drei auf die Poʿalei Aguddat Jisraʾel entfielen. Am 9. August 1960 zerbrach das Wahlbündnis und die Poʿalei Aguddat Jisraʾel verblieben mit zwei Abgeordneten in der Knesset. Nach dem Bruch beteiligten sich die Poʿalei Aguddat Jisraʾel an der Regierungskoalition unter David Ben-Gurion und Benjamin Mintz wurde Postminister.
Nach dem Rücktritt von David Ben-Gurion am 31. Januar 1961 wurde die Parlamentswahl 1961 angesetzt. Mit zwei Sitzen zog die Poʿalei Aguddat Jisraʾel in die Fünfte Knesset ein. Bei der folgenden Regierungsbildung wurde Kalman Kahana wieder stellvertretender Bildungsminister. Nachdem Levi Eschkol das Amt des Ministerpräsidenten übernommen hatte, dies geschah, da David Ben-Gurion wegen der Lavon-Affäre zurücktrat, wurde am 26. Juni 1963 eine neue Regierung gebildet, in der Kalman Kahana sein stellvertretendes Ministeramt behielt. Auch in der nächsten Regierung war Kalman Kahana stellvertretender Bildungsminister.
In die Sechste Knesset zogen die Poʿalei Aguddat Jisraʾel nach der Wahl 1965 mit zwei Abgeordneten ein. An der am 12. Januar 1966 installierten Regierungskoalition beteiligten sich die Poʿalei Aguddat Jisraʾel wieder, mit Kalman Kahana als stellvertretenden Minister. Nach dem Tode von Levi Eschkol am 26. Februar 1969 übernahm Golda Meʾir das Amt des Ministerpräsidenten und bildete die nächste Regierung mit der Unterstützung der Poʿalei Aguddat Jisraʾel.
Die Wahl 1969 erbrachte für die Poʿalei Aguddat Jisraʾel zwei Sitze in der Siebten Knesset. Bei der folgenden Regierungsbildung beteiligten sich die Poʿalei Aguddat Jisraʾel nicht.
Trotz Auflebens des Wahlbündnisses Religiöse Torah Front, wieder mit der Aguddat Jisraʾel, zur Wahl 1973 und dem Einzug in die Achte Knesset erfolgte keine Kabinettsbeteiligung, auch nicht bei der Neuformierung. Am 15. März 1977 zerfiel die Fraktion und Poʿalei Aguddat Jisraʾel erhielten zwei Sitze.
Bei der folgenden Wahl 1977 konnten die Poʿalei Aguddat Jisraʾel nur einen Sitz in der Neunten Knesset erlangen. Mit 17.090 Stimmen scheiterten die Poʿalei Aguddat Jisraʾel bei der Wahl 1981 knapp an der Sperrklausel, es fehlten 2284 Stimmen zum Überschreiten und Avraham Verdiger verlor sein Mandat.
Während der Legislaturperiode der Elften Knesset zerbrach die Partei Morascha, die die Allparteienregierung unter Schimʿon Peres unterstützte, nachdem Jitzchak Schamir Ministerpräsident in der neuformierten Regierung wurde. Avraham Verdiger benannte seine Fraktion Morascha – Poʿalei Aguddat Jisraʾel. Vor den Wahlen am 1. November 1988 gingen die Poʿalei Aguddat Jisraʾel in der Aguddat Jisraʾel auf.

## Mitglieder der Knesset
| Knesset (Anzahl Mandate) | Mitglieder der Knesset                                | Anmerkungen |
| ------------------------ | ----------------------------------------------------- | --- |
| Erste (3)                | Kalman Kahana, Benjamin Mintz, Abraham Jehuda Goldrat | Wahlbündnis von Poʿalei Aguddat Jisraʾel, HaMisrachi, Aguddat Jisraʾel und HaPoʿel haMisrachi mit dem Namen HaChasit haDatit haMeʾuchedet (Vereinigte Religiöse Front)                |
| Zweite (2)               | Kalman Kahana, Benjamin Mintz                         | |
| Dritte (3)               | Kalman Kahana, Benjamin Mintz, Jaʿaqov Katz           | Wahlbündnis mit Aguddat Jisraʾel mit dem Namen Religiöse Torah Front |
| Vierte (3)               | Kalman Kahana, Jaʿaqov Katz, Benjamin Mintz           | Wahlbündnis mit Aguddat Jisraʾel mit dem Namen Religiöse Torah Front Benjamin Mintz wurde nach dem Bruch des Wahlbündnisses durch Shlomo Jakob Gross von der Agudat Jisra’el ersetzt. |
| Fünfte (2)               | Kalman Kahana, Jaʿaqov Katz                           | |
| Sechste (2)              | Kalman Kahana, Jaʿaqov Katz                           | Nach dem Tod von Jaʿaqov Katz am 21. Dezember 1967 übernahm Avraham Verdiger sein Abgeordnetenmandat.                                                                                 |
| Siebte (2)               | Kalman Kahana, Avraham Verdiger                       | |
| Achte (2)                | Kalman Kahana, Avraham Verdiger                       | Wahlbündnis mit Aguddat Jisraʾel mit dem Namen Religiöse Torah Front |
| Neunte (1)               | Kalman Kahana                                         | |